# سیاه‌مشق

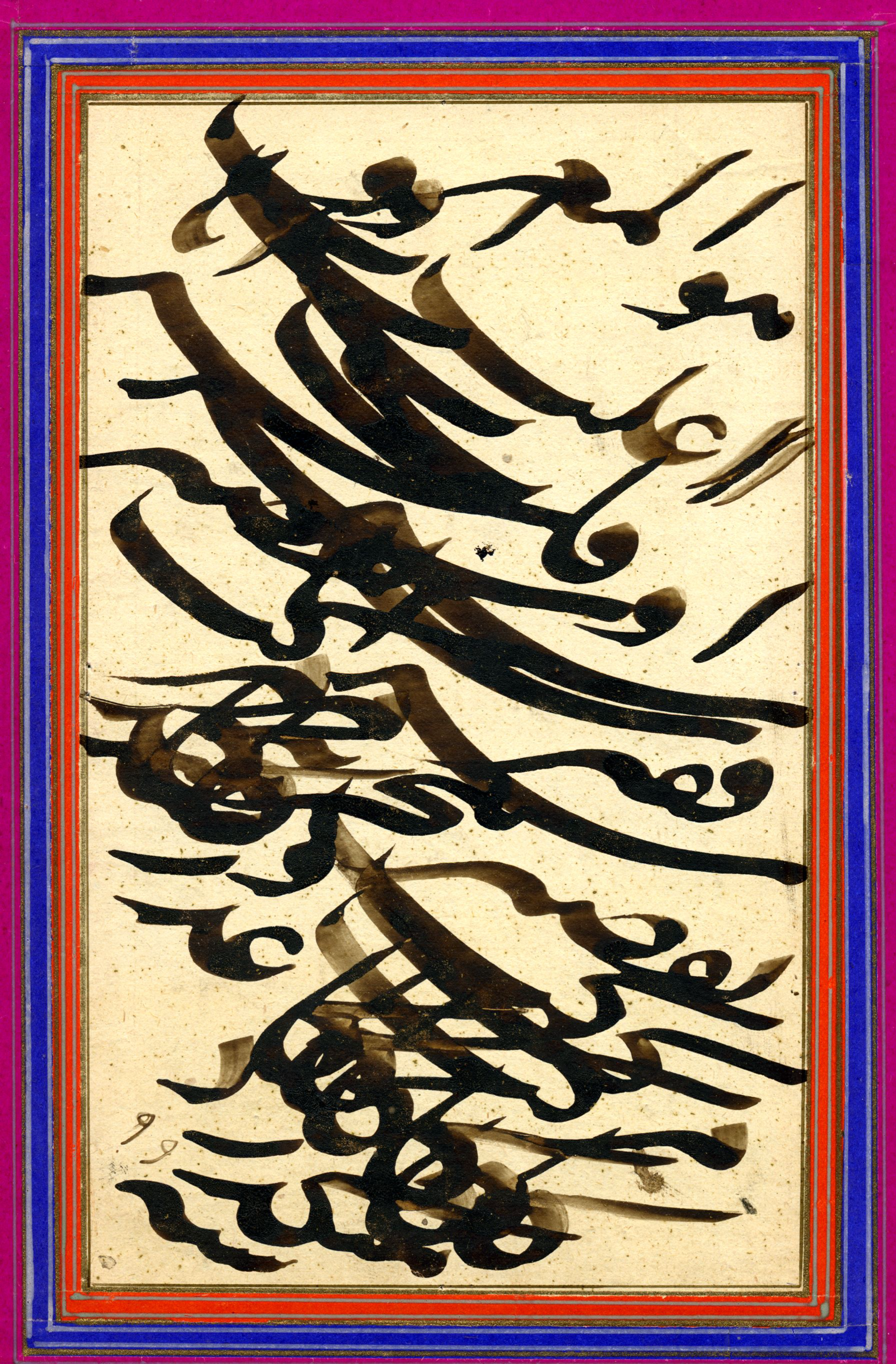
سیاه مشق اثر میرزا غلامرضا اصفهانی، ۱۲۹۹ قمری (۱۲۶۱ خورشیدی،)

سیاه‌مشق یکی از سبک‌های خوشنویسی ایرانی است. در تعریف واژگانی این شیوه به مفهوم مشق کردن بر کاغذ یا مشق سیاه رنگ است که البته با رنگ‌های دیگر هم انجام می‌شود. این روش خوشنویسی درک ژرف‌تر و فراتری از مشق کردن و نوشتن بر روی کاغذ دارد. پیوسته‌نویسی در سطرهای تصادفی، نگارش در زوایای گوناگون در کرسی‌های دلخواه و کشیده نویسی و پرنویسی در حالت خارج از قوانین و اصول فواصل و سطور و ترکیب‌ها از ویژگی‌های سیاه مشق است. در ابتدا سیاه مشق در اثر ممارست و تمرین خطاط برای آمادگی دست و بهبود توانایی خود خلق می‌شد. بدین صورت که هنرمند عبارات را چندین بار روی کاغذ و در کنار هم پیاده می‌کرد. خروجی کار معمولاً صفحه ای با جملات ناخوانا و کلمات تودرتو است که دارای مفهوم تصویری و گرافیکی است. با گذشت زمان، نقش سیاه‌مشق در خوشنویسی ایرانی دستخوش تغییر شده است. به دلیل کمبود کاغذ در گذشته و ضرورت بهره‌برداری کامل از سطح صفحه، بزرگان خوشنویسی مشق‌های خود را به صورت سیاه‌مشق می‌نوشتند تا جای خالی کاغذ باقی نماند. با گذشت زمان، این صفحات تمرینی به سبب ترکیب‌بندی هنرمندانه و هماهنگی ضرب قلم‌ها، به ارزش‌های هنری قابل توجهی دست یافتند. نوشته‌ها و تمرینات استادان در یک برههٔ زمانی واجد مولفه‌های زیبایی‌شناسی تشخیص داده شد و از آن پس صفحات تمرینات ایشان همانند یک اثر چلیپا یا سطر یا ترکیبْ ارزش هنری پیدا کرد. اگرچه برگه‌های سیاه‌مشق از قرن شانزدهم میلادی هم موجود هستند، اینگونه به نظر می‌رسد این شیوهٔ خوش‌نویسی در نیمهٔ دوم قرن نوزدهم و در زمان ناصرالدین‌شاه قاجار اختصاصاً یک سبک متداول و محبوب بوده‌است.
استادان و هنرمندان رشتهٔ خوشنویسی به ممارست و تمرین زیاد اهتمام ویژه ای دارند. از این رو میزان و نحوهٔ تمرینات هنرجویان و استادان پیشین نیز زبانزد است. مانند میرزا محمدرضا کلهر که گفته‌اند در قسمتی از تکیه میرفندرسکی مدتها به نوشتن مشغول بوده‌است.